# Miheșu de Câmpie (gmina)
Miheșu de Câmpie – gmina w Rumunii, w okręgu Marusza. Obejmuje miejscowości Bujor, Cirhagău, Groapa Rădăii, Miheșu de Câmpie, Mogoaia, Răzoare, Șăulița i Ștefanca. W 2011 roku liczyła 2447 mieszkańców.